# Gürsel
Gürsel ist ein türkischer männlicher und weiblicher Vorname türkischer Herkunft, der auch als Familienname auftritt. Der Name Gürsel setzt sich zusammen aus dem türkischen Wort „Sel“, was „Flut“ bedeutet und „Gür“, diese Wort bedeutet in diesem Zusammenhang „langsam voranschreitend“. Gürsel steht somit für die langsam voranschreitende Flut.

## Namensträger

### Männlicher Vorname
- Gürsel Yaprakcı (1991–2011), türkischer Fußballspieler

### Familienname
- Cemal Gürsel (1895–1966), türkischer General und Staatspräsident
- Gaye Gürsel (* 1980), türkische Schauspielerin
- Gürcan Gürsel (* 1959), türkischer Comiczeichner
- Nedim Gürsel (* 1951), türkisch-französischer Schriftsteller

siehe auch
- Kabinett Gürsel